# Гогитидзе, Мамука Джемалович
Мамука Джемалович Гогитидзе — грузинский военный и общественный деятель, историк.

## Биография
Родился 21 ноября 1963 года в г. Тбилиси, Грузинской ССР, в семье военнослужащего. М.Гогитидзе в 1980 году окончил русскую среднюю школу № 64 г. Тбилиси. После окончания военно-учебного заведения, в 1985—1991 годах служил в Советской армии, где последовательно получил звания лейтенанта (1985), старшего лейтенанта (1987) и капитана (1990).

## Военная деятельность
В мае 1991 года в числе многих грузинских офицеров покинул Советскую Армию. Вместе с отцом и братом стоял у истоков создания Национальной армии Грузии. В 1991—2010 годах-состоял на военной службе в грузинской армии, где последовательно получил звания майора (1993), вице-полковника (1996) и полковника (2003). Занимал ряд ответственных должностей, в том числе начальника 3-го отделения Сабурталинского РВК города Тбилиси, начальника отдела истории в Академии МГБ Грузии, начальника организационно-мобилизационного отдела штаба пограничных сил Государственного Департамента охраны государственной границы Грузии, проректора по научной работе — начальника центра военно-научных исследований Национальной Академии Обороны Грузии имени Давида Агмашенебели. В 2006 году выполнял миротворческую миссию в зоне грузино-абхазского конфликта. Является ветераном военных сил.
Безупречно прослужив в вооружённых силах 25 лет в результате проведённой режимом М.Саакашвили в грузинской армии т. н. «оптимизации кадров», 30 января 2010 года был уволен в резерв. С 13 мая 2010 года работает в системе МВД Грузии. Приказом Министра Внутренних Дел Грузии (02.07.2010) ему присвоено специальное звание полковника полиции.

## Научная деятельность
Имеет четыре высших образования. Окончил факультет русской филологии (заочно) Тбилисского Государственного педагогического института им. А. С. Пушкина (1992), оперативный факультет Академии МГБ Грузии (1996), сухопутный факультет Объединённой Военной Академии Грузии (экстэрно, 1999), оперативно-тактический факультет Национальной Академии Обороны Украины в городе Киеве (2002).
17 апреля 2006 года в Тбилисском государственном университете им. Иванэ Джавахишвили защитил кандидатскую диссертацию на тему: «Грузинские офицеры в армии Российской империи в XVIII-нач. XIX в.в.» и получил научную степень кандидата исторических наук. Согласно пункту 9-го, статьи 89-й Закона «О высшем образовании» научная степень кандидата исторических наук защищённая им до 31 декабря 2006 года автоматически приравнена к научной степени академического доктора истории. Он первым из грузинских историков изучил жизнь и деятельность грузин на русской военной службе в XVIII-нач. XIX в.в. чем значительно обогатил грузинскую историографию. Автор более 120 научных трудов, в том числе 17 монографий, 1 вспомогательного учебного пособия, и научных статей по вопросам военной истории Грузии и Кавказа.
Доктор истории, профессор Мамука Гогитидзе частый участник международных научных конференций. Его довольно хорошо знают в научных кругах как у себя на Родине так и за рубежом. В 2007—2012 годах вёл авторскую передачу на военно-патриотическую тематику на Радио «Иверия» при Грузинской Патриархии. В 2005—2010 годах активно сотрудничал с военным телевидением канала «Сакартвело» (Грузия) в подготовке телепроектов «Профессия-солдат» и «Цель». В 2013 году избран членом Союза Творческих писателей Грузии и членом Союза Русскоязычных литераторов Грузии «Арион». Является оппонентом нескольких докторских диссертаций, редактором, рецензентом и военным консультантом ряда книг, обладателем нескольких научных грантов, военным консультантом множества теле- и радиопередач, основателем и первым в истории независимой Грузии председателем общества военной истории Грузии. Периодически выступает по центральному телевидению Грузии, освещая вопросы военной истории Грузии и Кавказа. 10 июля 2015 года избран членом-корреспондентом Академии русской словесности и изящных искусств им. Г. Р. Державина (СПб). 29 декабря 2015 года избран членом Совета военной науки Национальной Академии Наук Грузии.
С 2018 года является лектором по предмету истории военного искусства в Академии Национальной Обороны Грузии им. Давида Агмашенебели. Состоит членом редакционных советов отечественных и ряда зарубежных военно- научных журналов. Является одним из авторов-составителей грузинского военно- энциклопедического лексикона (2017). Его фамилия внесена в «Грузинский Биографический Лексикон». В 2018 году Союзом Творческих писателей Грузии за плодотворную творческую и общественную деятельность ему присвоено звание «Радетеля грузинской культуры» а за книгу «100 битв Грузии» (вспомогательное пособие) была присуждена премия имени Ильи Чачавадзе. За плодотворную научную и педагогическую деятельность, Президентом Грузии Э.Шеварднадзе награждён орденом «Чести» (01.06.2003), а за активную общественную деятельность Католикосом-Патриархом Всея Грузии Ильёй II награждён серебряной медалью «Святого Георгия» (30.04.2008). Имеет ведомственные военные награды Грузии и иностранных государств.